# Wollongong United FC
Wollongong United FC är en fotbollsklubb från Wollongong i Australien. Klubben spelade tidigare i den numera nerlagda nationella australiska proffsligan National Soccer League (NSL) säsongen 1990/1991 under namnet Wollongong Macedonia FC.